# Armina tricuspidata
Armina tricuspidata is een slakkensoort uit de familie van de Arminidae. De wetenschappelijke naam van de soort is voor het eerst geldig gepubliceerd in 1990 door Thompson, Cattaneo & Wong.